# Cathydata batina
Cathydata batina là một loài bướm đêm trong họ Geometridae.